# Aeronautes
Genre
Aeronautes est un genre d'oiseaux de la famille des Apodidae.

## Liste des espèces
D'après la classification de référence (version 2.2, 2009) du Congrès ornithologique international (ordre phylogénique) :
- Aeronautes saxatalis (Woodhouse, 1853) – Martinet à gorge blanche
- Aeronautes montivagus (d'Orbigny & Lafresnaye, 1837) – Martinet montagnard
- Aeronautes andecolus (d'Orbigny & Lafresnaye, 1837) – Martinet des Andes